# Деветка новчића (тарот карта)
Деветка новчића је карта која се користи у картама латинске боје које укључују тарот шпилове. То је део онога што читачи тарот карата називају Мала Аркана и представља финансијски независног аристократу.
Тарот карте се користе широм Европе за играње тарот карташких игара.
У земљама енглеског говорног подручја, где су игре углавном непознате, тарот карте су се почеле користити првенствено у сврхе прорицања.

## Симболика Рајдер-Вејта
Жена је окружена обиљем винове лозе на великом имању, што највероватније представља добар материјални статус. Њено узвишено држање је аристократско и можда одражава буржоаску личност.
Израз њеног лица је неутралан. Ова недокучивост може се тумачити позитивно или негативно. С једне стране, она прихвата обиље; с друге стране, не показује никакав ентузијазам. У Рајдер-Вејту, ово може да сведочи о њеном снажном перфекционистичком понашању и потешкоћама у проналажењу задовољства.
Њен огртач је украшен цвећем, што може да сведочи о префињености њених чула. Соко са капуљачом лежи на њеној руци, поново указујући на њено аристократско васпитање и самозадовољно незнање о свету иза њене баште. Млади пуж, означен плавом шкољком, прелази њен пут. Она није свесна његове потенцијално фаталне близине.

## Уобичајено тумачење
Деветка новчића или Девет пентакла је карта када усправно значи имати финансијску независност, имати самопоуздање у личним активностима, способност да се почастите луксузом, бити на стабилном финансијском платоу и стабилној сигурности.
Обрнута, карта значи више трошкова, зависност од ваших финансија или других, осећај усамљености у својим личним активностима, финансијска неадекватност, осећај да имате све што новац може да купи, али да се и даље осећате емоционално и духовно осиромашеним. Савет карте је да погледате у корен својих постојећих проблема, да погледате и усредсредите се на оно што ће учинити да се осећате потпуно и безбедно, а да учите и развијате се успут.